# Róża Thun

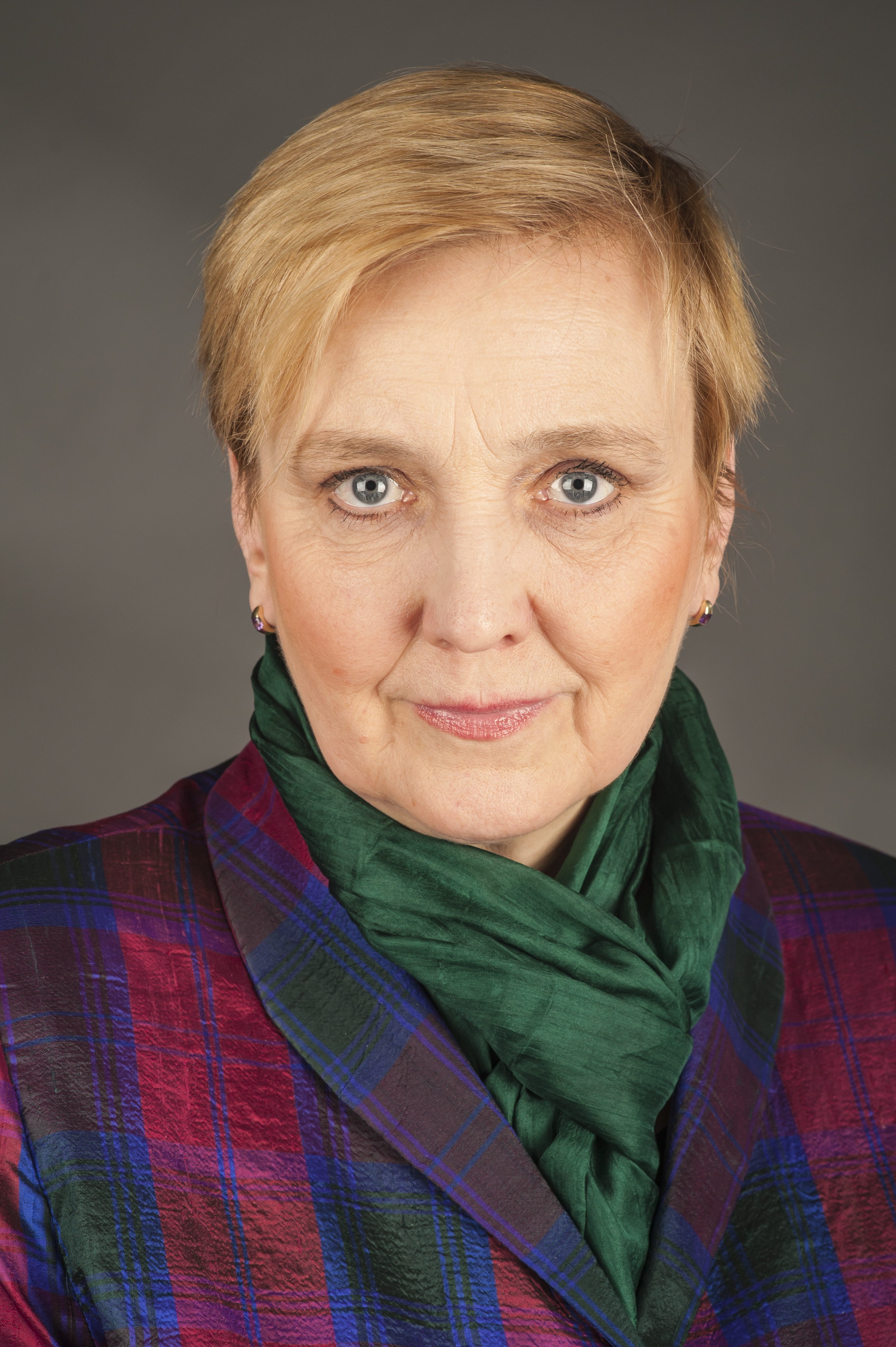
Róża Gräfin von Thun (2014)

Róża Thun (eigentlich Róża Maria Gräfin von Thun und Hohenstein, geb. Woźniakowska; * 13. April 1954 in Krakau) ist eine polnische Publizistin und Politikerin (UW, PO, Polska 2050). Sie war von 2009 bis 2024 Mitglied des Europäischen Parlaments.

## Leben und Beruf
Thun ist die Tochter von Maria Gräfin Zyberk-Plater und des Hochschullehrers Jacek Woźniakowski, der 1990/91 Stadtpräsident von Krakau war. In den Jahren 1972 bis 1979 studierte sie Anglistik an der Jagiellonen-Universität in Krakau; ihre Magisterarbeit widmete sie den Dramen Oscar Wildes als Illustration der gesellschaftlichen Werte der Jahrhundertwende.
Am 20. September 1980 heiratete sie in Krakau Franz Graf von Thun und Hohenstein. Sie ist Mutter dreier Töchter und eines Sohnes.

## Politik
In den Jahren 1976 bis 1980 war Thun in der demokratischen Opposition Krakaus aktiv: verbunden mit dem dominikanischen akademischen Seelsorgedienst „Beczka“, aus dem später ein Teil des Studentischen Komitees Solidarność hervorging. Von 1978 bis 1979 war sie Sprecherin dieses Ablegers der Solidarność und enge Mitarbeiterin des KOR (Komitee zur Verteidigung der Arbeiter). Unter anderem gemeinsam mit Józef Baran und Bogusław Sonik unterzeichnete sie einen Brief an Amnesty International, in dem die Repressionen beklagt wurden, denen unabhängige Studentengruppen in der Volksrepublik Polen ausgesetzt waren. Während der ersten Pilgerreise Johannes Pauls II. nach Polen (Juni 1979) war sie Mitorganisatorin eines unabhängigen Pressebüros, das – neben Berichten über die Pilgerreise – westliche Journalisten über die demokratische Opposition in Polen sowie die Lage der Kirche informierte. Sie war Mitorganisatorin der „Fliegenden Universität“ und zahlreicher oppositioneller Treffen und Diskussionen. Sie sorgte für die Verbreitung regimekritischer Publikationen.
In den Jahren 1981–1991 lebte Thun in der Bundesrepublik Deutschland, anschließend in Nepal. In dieser Zeit nahm sie an zahlreichen Konferenzen in Frankreich und Deutschland teil, die die Situation in Polen und die gesellschaftlich-politische Lage nach der Verhängung des Kriegsrechts (13. Dezember 1981) betrafen. Unter anderem versorgte sie die westlichen Medien mit Informationen über die Lage der Opposition und Kirche in Polen und half emigrierten Aktivisten der Solidarność. Sie organisierte humanitäre Hilfe für Polen. Sie sorgte für die Präsenz oppositioneller polnischer Verlage auf der Frankfurter Buchmesse. Sie war Vertreterin der NSZZ „Solidarność“ auf deren erster Versammlung nach dem 13. Dezember 1981, die in Brüssel stattfand. Sie arbeitete als Übersetzerin und Rezensentin für den Herder Verlag.
Von 1992 bis 2005 war sie Direktorin und später Leiterin des Vorstandes der Robert-Schuman-Stiftung in Warschau. In dieser Zeit baute sie ein Netz proeuropäischer Nichtregierungsorganisationen auf. Die Stiftung organisierte zahlreiche Konferenzen, Debatten, aber auch Massenveranstaltungen und Schulungen. Thun wirkte an zahlreichen Publikationen vorwiegend zum Thema der europäischen Integration mit (z. B.: Wspólny dramat i szansa in: Pamięć wypędzonych. Grass, Beneš i środkowoeuropejskie rozrachunki, Wyd. Więź, Warschau 2003, ISBN 83-88032-59-3).
Zeitweilig war sie als Mitglied der liberalen Parteien Unia Demokratyczna und Unia Wolności auf kommunaler und regionaler Ebene aktiv. So war sie von 1998 bis 2000 Gemeinderätin von Warschau-Centrum. Ab 2005 war sie Leiterin der Vertretung der Europäischen Kommission in Polen.
Bei der Europawahl in Polen 2009 wurde sie für die Platforma Obywatelska mit 153.966 Stimmen ins Europäische Parlament gewählt. 2010 war sie an der Gründung der Spinelli-Gruppe beteiligt, die sich für den europäischen Föderalismus einsetzt. Im November 2011 wurde sie als Vertreterin der Europäischen Volkspartei zur Vizepräsidentin der Europäischen Bewegung International gewählt. Bei der Europawahl 2014 wurde sie wiedergewählt.
Der Vizepräsident des Europäischen Parlaments, Ryszard Czarnecki (PiS), warf Thun im Januar 2018 wegen Aussagen in einer Arte-Dokumentation, in der sie Kritik an der geplanten Justizreform der polnischen Regierung geäußert hatte, eine „anti-polnische Haltung“ vor und verglich sie in diesem Zusammenhang mit einem Szmalcownik (Nazi-Kollaborateur).
Infolgedessen wurde Czarnecki am 7. Februar 2018 vom Europaparlament mit 447:196 Stimmen seines Amtes als Vizepräsident des Parlaments enthoben. Das Europaparlament machte von dieser Möglichkeit der Amtsenthebung erstmals in seiner Geschichte Gebrauch.
2019 wurde sie als Kandidatin der Europäischen Koalition, der gemeinsamen Liste der linken, liberalen und liberal-konservativen Oppositionsparteien, erneut ins Europäische Parlament gewählt. 2021 trat sie aus der Platforma Obywatelska aus und in die Partei Polska 2050 ein, sie verließ die EVP-Fraktion und trat der Fraktion Renew Europe bei. Im Deutschlandfunk sprach sie sich 2022 gegen das Einstimmigkeitsprinzip bei den Abstimmungen der EU und für die Aufnahme neuer Staaten und mehr Zusammenhalt innerhalb des Staatenbundes aus.
Bei den Europawahlen 2024 trat sie als Kandidatin des Wahlbündnisses Trzecia Droga an, doch konnte sie ihr Brüsseler Mandat nicht verteidigen. Vier Monate zuvor war ihre Tochter Maria, eine zuvor in der Privatwirtschaft tätige anerkannte IT-Expertin, auf Weisung von Ministerpräsident Donald Tusk kurzfristig von einem Posten bei einem öffentlichen Unternehmen entfernt worden.

## Auszeichnungen
- Offizier des Ordens Polonia Restituta (2004)
- Offizier des Ordre national du Mérite (2004)
- Großoffizier des belgischen Kronenordens
- Ritter des Verdienstordens der Italienischen Republik
- Ritter der Ehrenlegion (2015)[11]
- Goldenes Ehrenzeichen für Verdienste um die Republik Österreich (2024)
- 2022: Viadrina-Preis[12]